# Nazar Verbnyj
Nazar Bohdanovyč Verbenyj (in ucraino Назар Богданович Вербний?; Leopoli, 26 luglio 1997) è un calciatore ucraino, centrocampista del Korona Rzeszów.

## Caratteristiche tecniche
È un mediano.

## Carriera
Cresciuto nel settore giovanile del Karpaty, ha esordito in prima squadra il 17 settembre 2016 in occasione del match di campionato pareggiato 0-0 contro il Čornomorec'.